# Poulet tikka
Ne doit pas être confondu avec Poulet tikka masala.
Le poulet tikka est un plat à base de poulet originaire d'Asie du Sud. Il est populaire en Inde et au Pakistan. Il est traditionnellement composé de petits morceaux de poulet désossés cuits en brochettes dans un tandoor, un four d'argile, après avoir mariné dans un mélange d'épices et de yaourt. C'est pour ainsi dire une version sans os du poulet tandoori. Le mot tikka signifie « morceaux » ou « bouts ». C'est également un plat de poulet de la cuisine pendjabi. Néanmoins, dans la version pendjabi du plat, le poulet est cuit sur des charbons ardents et ne contient pas systématiquement des morceaux sans os. Les morceaux de poulet sont brossés régulièrement avec du ghee, un beurre clarifié, pour en augmenter la saveur tout en étant continuellement ventilé. Ce plat est généralement accompagné de coriandre verte et de chutney de tamarin et servi avec des beignets d'oignons et des citrons, ou alors utilisé pour la préparation de poulet tikka masala.